# Бакконис
Баккони́с (каз. Баққоныс) — село у складі Жетисайського району Туркестанської області Казахстану. Входить до складу Жилисуського сільського округу.
У радянські часи село було частиною села Отділення № 1 совхоза імені Леніна та Ушинське
Населення — 1254 особи (2021; 1473 у 2009, 1097 у 1999, 966 у 1989).